# 821

## Събития
- През януари константинополски патриарх става иконобореца Антоний I.
- Войските на Тома Славянина обсаждат Константинопол, столицата на Византия.
- Норманите създават държава в Ирландия със столица в Дъблин.
- В Хорасан възниква държавата на Тахиридите.